# Jiří Pecka
Jiří Pecka, född 4 juni 1917 i Prag, död 12 maj 1997 i Prag, var en tjeckoslovakisk kanotist.
Pecka blev olympisk silvermedaljör i C-2 10000 meter vid sommarspelen 1948 i London.